# 白石車站 (JR北海道)
白石車站（日语：／ Shiroishi eki */?）是一個位於日本北海道札幌市白石區境內的鐵路車站（實際地址為平和通3丁目北6），隸屬於北海道旅客鐵道（JR北海道），是北海道地區兩條幹線鐵路函館本線與千歲線的交會車站。

## 車站構造
白石車站全站皆位於地面上，設有三座對向式月台共六條路線，車站本體位於月台區南面，乘車線編號自車站方向數來依序為1、2、3、5與6號線。

### 月台配置
| 月台 | 路線      | 方向 | 目的地                       |
| ---- | --------- | ---- | ---------------------------- |
| 2    | ■函館本線 | 上行 | 札幌、手稻、小樽方向         |
| 3    | ■千歲線   | 下行 | 札幌、手稻、小樽方向         |
| 5    | ■千歲線   | 上行 | 千歲、新千歲機場、苫小牧方向 |
| 6    | ■函館本線 | 下行 | 江別、岩見澤方向             |

至於3號線與5號線之間沒有設置月台的路線，主要是提供給千歲線下行列車快速通過時使用。
白石車站的東側原本設有汽車載運列車（Car Train）的終點站，但因為目前位於東京、隸屬於JR東日本的濱松町車站所附設之汽車載運終點站並沒有開放營運，因此無法提供原本的服務事項，反而被轉作為停車轉乘（Park-and-Ride，在日本稱為Park-and-Train）服務的停車場。
白石車站是JR北海道的直營車站，終日皆有站員守候，站內也設有綠窗口（みどりの窓口，JR系統的票務櫃臺）與自動售票機、自動補票機等設施。

## 歷史
- 1903年4月21日：開始營運。
- 1918年10月17日：定山溪鐵道開始營運。
- 1945年：定山溪鐵道位於白石車站至東札幌車站之間的路段廢止。
- 1970年10月25日：與位於JR東日本東北本線上的另一個白石車站締結為姊妹車站。
- 1973年9月9日：伴隨千歲線的新線啟用，千歲線直通列車開始進入白石車站。

### 停靠列車
由於是個郊區車站，在白天，行駛於函館本線與千歲線上的快速列車、區間快速列車、急行列車與特別急行列車都會採直接通過而不停站的方式經過白石車站，僅有幾班清早與夜間行駛的快速列車會在本站停車。由於清晨與夜間的區間快速列車是在手稻與札幌兩站之間停靠與快速列車相同的車站，因此會在已經超過市區區間的白石車站這裡停車。

## 車站周邊
白石車站北側有著大片的住宅區，而車站南側則是商業地區。

### 交通
- 國道12號線
- 札幌市營地下鐵東西線白石車站：在札幌近郊，JR北海道的白石車站並不是唯一一個以「白石」命名的車站。同樣位在白石區境內，札幌市營地下鐵也有一同名車站，兩車站之間相距約1.6公里，距離較遠並無法靠徒步轉乘，但兩車站之間有循環公車作為接駁。由於名稱重複，在口語上當地人通常稱呼這兩個白石車站為「JR的白石」（JRの白石）與「地下鐵的白石」（地下鉄の白石），甚至更精簡地直接稱呼它們為「J白」（Jシロ）與「地下白」（チカシロ）。

### 其他地標
- 札幌市白石區公所
- 札幌市白石保健中心
- 札幌市白石溫水游泳池
- 札幌白石郵局
- 札幌法務局白石辦公室

## 其他

### 同名車站
參見白石車站
除了上述與札幌市營地下鐵的車站重名的情況之外，縱使在JR系統裡，白石車站也不是唯一一個以「白石」為名的鐵路車站。在日本，總共有三個車站使用此名稱，包括位於熊本縣、隸屬於JR九州肥薩線的白石車站，與位於宮城縣、隸屬於JR東日本東北本線的白石車站。不過，北海道的白石與宮城縣的白石並不是因為單純的巧合關係而重名，而是因為當初來自宮城縣白石市的移民在來到北海道發展時，將移居的地區取了與故鄉同樣的名稱，而導致兩地的車站會有重名的現象。目前兩車站也已締結了姊妹車站的關係，共同在營運與行銷上相互提攜。
票務上，為了與同屬JR系統的其他白石車站做出區隔，在北海道的白石車站購買車票時，票面上的站名會以「(函)白石 — 某某」的方式顯示，其中的「函」字是函館本線的簡稱。

## 相鄰車站
北海道旅客鐵道（JR北海道）
■函館本線
■區間快速「石狩Liner」
札幌（01）－白石（H03）－大麻（A06）
■普通（包括札幌站以西的區間快速列車）
苗穗（H02）－白石（H03）－厚別（A04）
■千歲線（此站－札幌站間為函館本線）
■快速「Airport」（只限一部時間帶停靠）
新札幌（H05）－白石（H03）－札幌（01）
■普通
平和（H04）－白石（H03）－苗穗（H02）